# Bölcsek köve

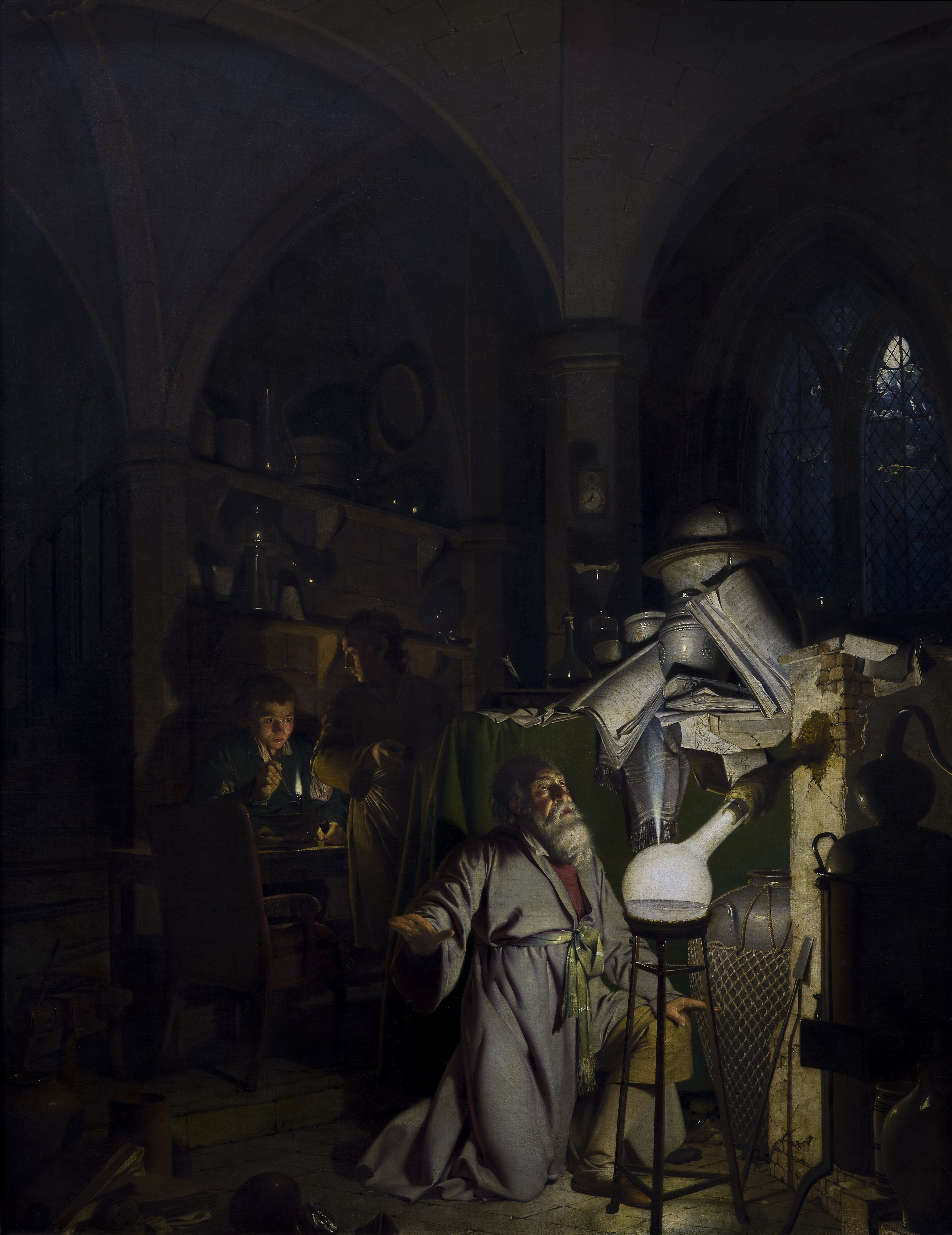
The Alchemist Discovering Phosphorus, Joseph Wright of Derby 1771-es műve a bölcsek kövét kutató alkimistát ábrázolja

A bölcsek köve (lapis philosophorum vagy philosophicum) a középkori alkímia szerint állítólag létrehozható anyag. Az „ultima materia”-nak (végső anyag) is nevezett anyag, az alkimisták által végrehajtott kémiai reakciók végterméke, mellyel a „materia primá”-ból (első anyag) többek között aranyat is lehet készíteni. A bölcsek köve az alkimisták hite szerint képes bármely anyagot arannyá változtatni, visszaadni a fiatalságot, örök életet biztosítani stb.

## Előállítása
A középkor folyamán sokan állították, hogy elkészítették a bölcsek kövét, de ezt sosem sikerült bizonyítani, vagy kiderült, hogy az illető csalással érte el az eredményt. Egyértelmű, megfelelően részletes (és a gyakorlatban is megvalósítható) recept nem maradt ránk.
Előállítása Basilius Valentinus és Paracelsus leírásában egy hét fokozatból álló folyamat volt:
1. A materia prima cseppfolyósítása (szolúció vagy liquefakció).
2. Ezt eltemetik a „venter equinum”-ban, a föld hasában és eközben megfeketedik (nigredo) és elrothad (putrefakció).
3. A feketeség kivilágosodik (albedo).
4. Az elpárologtatással veszendőbe ment szellemet újra visszahozzák (redukció), az anyagot „lacta philosophá”-val (filozofikus tej) táplálják és ezután sárga lesz a színe (citrinálás). Ha a redukció nem sikerült, megjelenik a „cauda pavonis”, a „pávafarok”.[1]
5. Az anyag vörösödik (rubedo) és „mint vörös sárkány haragszik önmagára“, aztán „átváltozik vérré”. Ez azt jelenti, hogy a redukció sikerült.[2]
6. A koaguláció vagy a szellem rögzítése által az anyag újra szilárdulni kezd, és ezt követően jön létre a következő lépésben
7. a bölcsek köve. Az utolsó fokozathoz a „filozofikus tűz” hősége szükséges.

Az alkimisták hittek abban, hogy egy fehér fémet tingálással sárga minőségűvé tehetnek. A Zedler lexikon szerint (1735/XI. 103. hasáb) a bölcsek kövével előállított filozófusi arany vörösebb és finomabb, mint a természetes. Állítólag 1677-ben Ausztriában vertek dukátokat alkimisztikus aranyból, a valóságban ezek aranytartalma csak 44% volt, a fennmaradó rész ezüst és réz volt.

## A kultúrában

### Bölcsek köve a címertanban
Az alkímia szemlélete hatott a heraldikára is. Sir George Ripley Cantilena című művében allegorikusan írja le a színek játékát, melyet egy asszony bőrének elszíneződéséhez hasonlít. Az emberi bőr színét később Sir John Ferne is felsorolta saját színjelölési módszerei között. Ezen szimbolikus szemléletből eredhet több másodlagos heraldikai szín is. Tehát a színek heraldikai szemlélete az alkímiától már a 15. század elején is támaszt kaphatott.

### A fantasztikus irodalomban
A bölcsek köve a kortárs fantasy irodalomban is gyakori téma. Néhány példa:
- Bölcsek köve (Fullmetal Alchemist)
- Harry Potter és a bölcsek köve
- Szepes Mária: A Vörös Oroszlán